# BBC Radio Wales
BBC Radio Wales – brytyjska stacja radiowa należąca do publicznego nadawcy radiowo-telewizyjnego BBC, w którego sieci pełni funkcję anglojęzycznego radia regionalnego dla Walii (równolegle działa też nadające po walijsku BBC Radio Cymru). W swej dzisiejszej postaci kanał ruszył 12 listopada 1978 roku, choć BBC było obecne na walijskim rynku radiowym również wcześniej. 

## Charakterystyka
Ramówka stacji ma charakter ogólnotematyczny, z rozbudowanymi pasmami informacyjno-publicystycznymi, muzycznymi czy sportowymi. Główna siedziba stacji znajduje się w Cardiff, pomocniczo Radio Wales dysponuje również studiami w Swansea i Wrexham. Kanał dostępny jest w Walii w cyfrowym i analogowym przekazie naziemnym, a w całej Wielkiej Brytanii na platformach cyfrowych. Można go również słuchać przez Internet. 

## Słuchalność
Według danych z września 2011, na obszarze zasięgu technicznego stacji mieszka 2 524 000 osób powyżej 15. roku życia. Spośród tej grupy, Radio Wales regularnie słucha 479 000 osób, co daje słuchalność na poziomie 9,2%.